# Arcee
Arcee (アーシー  Āshī?) es un personaje de ficción de la franquicia de Transformers. Ha sido representada como una Autobot femenina, generalmente de color rosa o azul. Al ser la más famosa de las Autobots femeninas, ha hecho más apariciones y ha tenido varias encarnaciones más que cualquier otro personaje femenino de la franquicia. El diseño, el modo alternativo y la personalidad de Arcee varían según la continuidad.

## Transformers G1
Arcee es una guerrera Autobot que se transforma en un convertible cybertroniano rosa. Su voz es interpretada por Susan Blu.
Aunque un grupo de Autobots femeninos (sin incluir a Arcee), Arcee es la esposa de Springer.Ya había aparecido en un episodio de la serie de dibujos animados original, Arcee rápidamente se convirtió en la más conocida debido a su posición como miembro recurrente del elenco luego de su introducción en The Transformers: The Movie (1986). Susan Blu continuaría involucrada en varios programas más relacionados con Transformers como directora de voz, incluso retomando su papel de Arcee en Transformers Animated. Arcee era artillera y era descrita como una excelente tiradora. En la introducción de la temporada 3, "Five Faces of Darkness", acompaña a Springer en una misión para localizar una nave sleezoide. La misión finalmente los reúne con Grimlock y Rodimus Prime. También rescatan a Ultra Magnus, Kup y Spike Witwicky de las garras de los Quintessons.

## Beast Wars
Rattrap mencionó en el episodio Transmutante que era su bisabuela y que su bisabuelo era Springer.

## Transformers: Armada
Es el nombre japonés del Mini-con Sureshork.

## Transformers Energon
Ella es parte de los Omnicons, Ella le da ánimos a los equipos de Omnicons, Y suministra las Parte de las Estrellas de Energon.

## Transformers Animated
Ella es una maestra en Cybertron llamada RC-687040 o simplemente Arcee.
Es un centro de inteligencia Autobot, con códigos de acceso muy importantes. Ratchet la encontró muy herida después de un ataque Decepticon, y su memoria tuvo que ser borrada para que esta información no cayera en manos de los decepticons. Aparece en un flashback del episodio "La Emoción de la Cacería". En el episodio "Es la razón por lo que odio las máquinas" y "Endgame, part 1", Arcee se encuentra en Cybertron siendo examinada y tratando de recuperar su memoria, entonces Shockwave la secuestra para tener los códigos de acceso del "Proyecto Omega" para crear copias de Omega Supreme y atacar a los Autobots en la tierra, luego es rescatada por Ratchet, Bumblebee y bulkhead. Al final de la temporada ella vuelve a Cybertron junto con los autobots.

## Películas de acción real
En 2009, Arcee junto con sus dos hermanas Elita-1 y Chromia están presentes en un remolque en Shanghái. Un soldado las llamó "Arcees" para que estuvieran listas para salir y Arcee contestó que el armamento estaba alerta justo cuando aparecía el holograma de una mujer como conductora para las tres Autobots. Lennox informó a Arcee y a los gemelos Skids y Mudflap que el Decepticon Sideways se dirigía hacia ellos. Arcee junto a sus hermanas persiguieron a Sideways entre pilares hacia un callejón, donde se transformó en una robot y disparo contra Sideways mientras Chromia y Elita-1 lo atacaban. Sideways atravesó un edificio, pero Arcee y sus hermanas también lo hicieron aunque Sideways aceleró al máximo alejándose de ellas. Después, Arcee junto a los otros Autobots volvió a Diego Garcia a su base de NEST y estuvo estacionada en el hangar de los Autobots mientras el director Galloway charlaba con Optimus sobre la amenaza que representan los Autobots para la Tierra. Arcee y los Autobots fueron remolcados para llevárselos de New Jersey a Diego Garcia después de la muerte de Optimus Prime. Luego fue con el grupo a Egipto para proteger a Sam y Mikaela de los Decepticons. Mientras la batalla comenzaba, Arcee junto a Ironhide y sus hermanas comenzaron la búsqueda de Sam y Mikaela. Arcee fue la primera en ver a Sam y lo anunció por lo que Elita 1 se acercó para escoltarlos, pero fue derribada por un misil Decepticon y entonces Arcee, Ironhide y Chromia atacaron a los Decepticons que los rodeaban entre ellos Starscream y el clon de Bonecrusher, pero Arcee recibió un tiro en la espalda por los Decepticons y cayó al suelo. Chromia aparentemente sobrevive pero debido a que no fue vista después de eso posiblemente también fuera destruida. 
En los cómics, ella y sus hermanas sobreviven a Egipto pero en el cómic precuela de DOTM Elita-1 es asesinada por Shockwave, y Chromia y Arcee desaparecen, posiblemente muertas. 
En Transformers: la era de la extinción, en las cartas de Cemetery Wind aparece una foto de Arcee con una X, revelando que ella sí murió en la batalla de Egipto.

### Bumblebee
En 1987, durante la guerra en Cybertron, los Autobots (Arcee entre ellos) están siendo superados por sus enemigos, los Decepticons. Arcee comunicó que estaban perdiendo contacto con los otros Autobots y momentos después llegó Optimus Prime a derrotar a los Decepticons. Optimus luego ordenó la retirada al ver que estaban siendo superados en número y cuando Shockwave ordenó a los Decepticons que no dejaran escapar a los Autobots, envió a Starscream y a otros a destruirlos. Optimus comunicó que Cybertron estaba cayendo y ordenó a los Autobots ir a las cápsulas de escape. Arcee junto a los otros Autobots corrió a las cápsulas de escape y salieron de Cybertron al momento que Bumblebee se dirigía a la Tierra.

### Transformers: el despertar de las bestias
En 1994, Arcee aparece en la Tierra como una motocicleta Ducati 916 blanca y roja, al ser llamada por Optimus viendo pulso de energía, diciendo que es el camino a casa. Al reunirse con Optimus, Bumblebee y Mirage al traer a un humano llamado Noah Díaz, quién decide ayudarlos a encontrar la llave Transwap, con la ayuda de los Maximals, antes de la aparición de los Terrorcons y de su amo Unicron.

### Transformers One
En la película animada de 2024, Arcee revela su historia de origen, con la voz de Jinny Chung. Ella es una robot minera sin engranaje y trabaja en las minas de Energon. Ella forma una alianza con los otros mineros por Orion Pax, quien les dijo que el líder Sentinel Prime traicionó a los Primes y ha estado trabajando en secreto para los Quintessons, dándoles suministros regulares de Energon a cambio de dejarlo gobernar Cybertron mientras quitaba los engranajes de los mineros para mantenerlos subordinados. Al final, después de la muerte de Sentinel, y Orion Pax siendo llamado Optimus Prime, Arcee recibe su engranaje y se une a los aliados de Optimus siendo nombrados Autobots.

## Transformers: Prime
En esta versión Arcee es un homónimo de Prowl de Transformers Animated.
Arcee es una robot femenina del grupo de Optimus Prime, es amiga de Jack Darby. Habilidosa y rápida, Arcee tiene como modo vehículo una moto azul con tonos rosa, como arma dos cuchillas que salen de sus brazos con los que mata a la mayoría de los Decepticons. Sin embargo en la serie se muestra que se preocupa más por Optimus Prime. Tiene una rivalidad con la decepticon femenina Airachnid por la muerte de su compañero Tailgate y Starscream por asesinar a Cliffjumper.

## Transformers: La chispa de la Tierra
Arcee participó en la batalla final de la Guerra de Transformers, ayudando a despejar el camino para que Bumblebee pudiera llevar el AllSpark al puente espacial.
Quince años después, Arcee escuchó que Bumblebee había salido de su escondite y fue a la granja de la familia Malto en Witwicky para ver cómo estaba. Al ver una oportunidad, Bumblebee decidió que sería la maestra sustituta de los niños Malto por el día, lo que le permitiría escabullirse y ayudar a Optimus Prime y Megatron en una misión. Aunque confundida por el giro repentino de los acontecimientos, Arcee se lo tomó con calma y les dijo a los jóvenes humanos y terrícolas que su primera lección sería sobre cavar trincheras. Después de que los estudiantes siguieron las instrucciones, los felicitó por su progreso... luego ordenó que se volvieran a llenar las trincheras. Esto se intensificó a medida que Arcee continuó asignándoles tareas cada vez más agotadoras y mundanas hasta que Twitch finalmente se quebró y se negó a continuar, con el apoyo de sus hermanos. Sorprendentemente, Arcee los aplaudió y dijo que esta era la verdadera lección: hablar cuando algo no parece correcto. Luego se llevó a los niños con ella para ayudar en la misión de Bumblebee y ayudó a los otros robots a acabar con Soundwave. Después de los acontecimientos, Arcee discutió con entusiasmo todas las demás lecciones que planeaba enseñarles a los niños, pero Bumblebee reafirmó su posición como su maestro, tal como Arcee esperaba que lo hiciera.
Arcee se unió a Optimus y otros Autobots para responder a la llamada de socorro de Hashtag, llegando a la granja Malto para luchar contra los soldados Ghoid. Aunque salieron victoriosos, Croft activó un dispositivo suministrado por Mandroid que apagó a Arcee y a los otros Autobots presentes. Ellos todavía estaban inconscientes cuando Mandroid regresó del espacio en una nueva forma semi-robótica. Mandroid reactivó de forma remota a Arcee y a los demás, poniéndolos bajo su control y enviándolos a interceptar a los Maltobots que se dirigían a frustrar sus planes. Grimlock, Arcee y Wheeljack intentaron atrapar al grupo en un puente, lo que provocó que Bumblebee y Schloder lucharan contra ellos para permitir que los demás siguieran adelante. Finalmente, Mandroid pudo activar la superarma que había creado, desactivando a Arcee hasta que Robby y Mo usaron con éxito sus mangas cibernéticas para revivir a los Autobots.
Un año después de la derrota de Mandroid, Arcee fue una de los Autobots que irrumpieron en la base Decepticon para recuperar los fragmentos restantes de la Ember. Quedó congelada en el mismo lugar junto con los otros Autobots por el poder de la Emberstone corrupta. Volvió a la normalidad cuando la Emberstone fue destruida.